# Neoamphitrite modesta
Neoamphitrite modesta är en ringmaskart som först beskrevs av Jean Louis Armand de Quatrefages de Bréau 1866.  Neoamphitrite modesta ingår i släktet Neoamphitrite och familjen Terebellidae. Inga underarter finns listade i Catalogue of Life.